# Robert Le Fort
Pour les articles homonymes, voir Robert le Fort et Le Fort.
Robert Le Fort (Robert, Gustave, Léon Lefort) est un comédien français, né à le 18 juin 1906 à Paris 17e et mort le 14 mai 1978 à Coulommiers (Seine-et-Marne).

## Filmographie
- 1942 : À vos ordres, Madame, de Jean Boyer
- 1942 : Madame et le Mort de Louis Daquin
- 1942 : Monsieur La Souris de Georges Lacombe - Le garçon de café
- 1943 : Port d'attache de Jean Choux - Un villageois
- 1943 : Bonsoir mesdames, bonsoir messieurs de Roland Tual - Cornet
- 1943 : Le ciel est à vous de Jean Grémillon - Robert
- 1943 : Domino de Roger Richebé
- 1943 : Je suis avec toi de Henri Decoin - Le violoniste
- 1944 : Florence est folle de Georges Lacombe - Le photographe
- 1945 : Seul dans la nuit de Christian Stengel - Legal
- 1946 : Le Café du Cadran de Jean Gehret - Jules
- 1946 : Nuit sans fin de Jacques Séverac - Un paysan
- 1946 : Le Père tranquille de René Clément - Le garagiste
- 1946 : Le Visiteur de Jean Dréville - Un policier
- 1947 : Les amoureux sont seuls au monde de Henri Decoin - Le garçon d'honneur
- 1948 : Clochemerle de Pierre Chenal
- 1948 : La Figure de proue de Christian Stengel - Le marchand de fétiches
- 1948 : La Vie en rose de Jean Faurez : - Le porteur
- 1948 : Le socle de Alain Pol et Paul Colline - court métrage -
- 1948 : Barry de Richard Pottier - "Le Frisé"
- 1948 : Cinq tulipes rouges de Jean Stelli - Basile
- 1948 : Le Mystère de la chambre jaune de Henri Aisner - Le secrétaire
- 1948 : L'Ombre de André Berthomieu - Un locataire
- 1948 : Une si jolie petite plage de Yves Allégret - Le commissaire
- 1949 : Au p'tit zouave de Gilles Grangier - Un habitué du "P'tit Zouave"
- 1949 : Menace de mort de Raymond Leboursier - Le maître d'hôtel
- 1949 : Mission à Tanger de André Hunebelle - Un garçon de café
- 1949 : Les Nouveaux Maîtres de Paul Nivoix
- 1949 : Le 84 prend des vacances de Léo Joannon - Le gendarme Fieschi
- 1949 : Sans tambour ni trompette de Roger Blanc
- 1949 : Vient de paraître de Jacques Houssin - Un photographe
- 1950 : Clara de Montargis de Henri Decoin - Le garçon d'hôtel
- 1950 : Le Clochard milliardaire de Léopold Gomez - Eusèbe
- 1950 : Folie douce de Jean-Paul Paulin
- 1950 : Passion de Georges Lampin - Monsieur André
- 1951 : Chacun son tour de André Berthomieu - Tirat
- 1951 : Le Costaud des Batignolles de Guy Lacourt - Milou, le gars de la bande toujours pressé
- 1951 : Piédalu à Paris de Jean Loubignac
- 1952 : Poil de carotte de Paul Mesnier - Paul
- 1952 : La Danseuse nue de Pierre-Louis
- 1952 : La Fête à Henriette de Julien Duvivier - Un coiffeur
- 1952 : Monsieur Taxi de André Hunebelle - Un témoin de l'accrochage
- 1952 : Piédalu fait des miracles de Jean Loubignac
- 1952 : Le Rideau rouge de André Barsacq
- 1952 : Moulin Rouge de John Huston - Ganz
- 1953 : Touchez pas au grisbi de Jacques Becker - Un client évincé de chez Mme Bouche
- 1954 : Le Vicomte de Bragelonne de Fernando Cerchio - Un garde
- 1955 : Cela s'appelle l'aurore de Luis Buñuel - Pietro
- 1955 : L'Irrésistible Catherine de André Pergament
- 1955 : Marguerite de la nuit de Claude Autant-Lara
- 1955 : Razzia sur la chnouf de Henri Decoin - Julien, le cuisinier qui sort avec de la nourriture
- 1956 : Courte Tête de Norbert Carbonnaux - Un lad
- 1956 : Je reviendrai à Kandara de Victor Vicas
- 1957 : Le désir mène les hommes de Mick Roussel
- 1958 : Les Copains du dimanche de Henri Aisner
- 1959 : La Chatte sort ses griffes de Henri Decoin
- 1959 : La Millième Fenêtre de Robert Ménégoz - Palette